# Vía Ostiensis

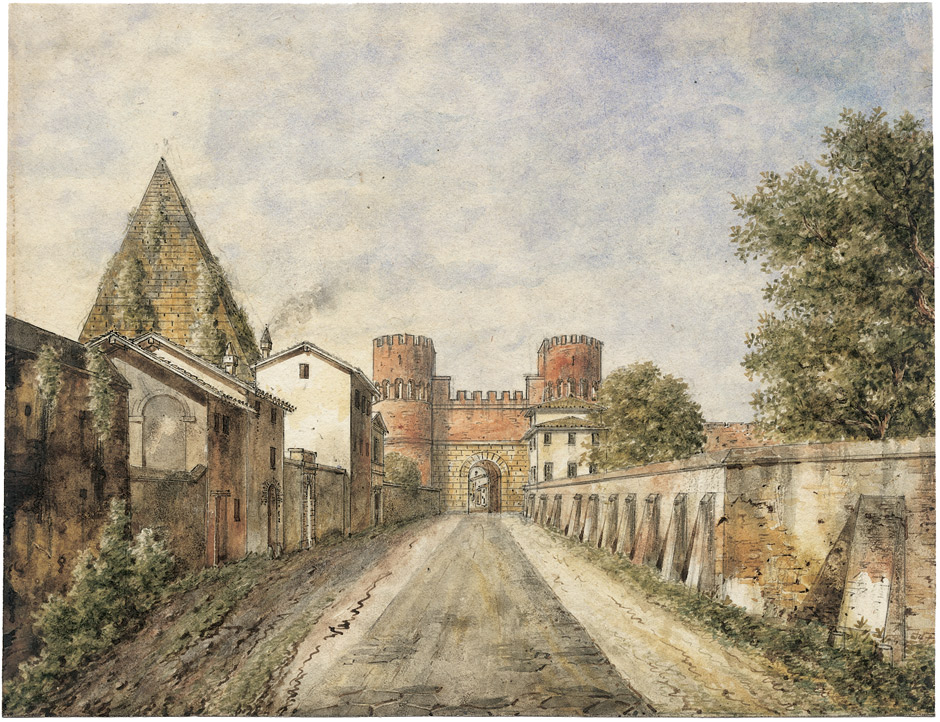
Pintura del mostrando la Porta Ostiense y el comienzo de la vía Ostiense.

La Vía Ostiensis (en italiano: Via Ostiense) fue una importante carretera de la Antigua Roma. Comunicaba la ciudad con el puerto de Ostia Antica, a 30 kilómetros. La vía se iniciaba cerca del foro Boario, pasaba entre el Aventino y el río Tíber por su lado este y dejaba las murallas Servianas a través de la puerta Trigemina. Cuando más tarde se construyó la muralla Aureliana, la vía dejaba la ciudad a través de la puerta de San Pablo. 
Al final del Imperio romano, con el declive económico y social de Roma y la consecuente merma en el tráfico con el puerto de Ostia, la vía decayó en su importancia. En tiempos de Constantino el Grande adquirió mayor importancia la vía Portuensis. 
En la actualidad, la Vía Ostensis es la principal carretera que comunica Roma con Ostia, junto con la vía del Mar. En su camino pasa por la Basílica de San Pablo Extramuros y su abadía.